# Hieracium anderssonii
Hieracium anderssonii es una especie de planta con flor del género Hieracium, de la familia Asteraceae, orden Asterales.

## Distribución
Hieracium anderssonii se distribuye por Suecia.

## Taxonomía
Fue descrita científicamente por T. Tyler. Fue publicada en Nordic J. Bot. 35: 311 (2017).